# Jessica Gower
Jessica Gower, parfois créditée Jess Gower, est une actrice australienne, née en 1977 à Melbourne.
Elle est plus particulièrement connue pour son rôle de Chase dans la série télévisée Blade.

## Filmographie
Sauf indication contraire, les informations mentionnées dans cette section peuvent être confirmées par la base de données cinématographiques IMDb,  présente dans la section « Liens externes ».

### Cinéma

#### Longs métrages
- 2002 : Guru Wayne de Letitia McQuade : Debbie
- 2002 : Blurred d'Evan Clarry : Jillian, la fille du train
- 2017 : No Appointment Necessary de Patrick Flynn : Claire Davies
- 2020 : The Very Excellent Mr. Dundee de Dean Murphy : Eve
- 2022 : Blue's Big City Adventure de Matt Stawski : une danseuse (non créditée)

#### Courts métrages
- 2010 : Scottish Bob de Darren McFarlane : Lizzie
- 2010 : Sakuraniku de Puven Pather : Lizzie - également productrice et décoratrice
- 2014 : Scission de Matthew Goodrich (également inclus dans le programme A Night of Horror: Volume 1 en 2015) : Beth

### Télévision

#### Séries télévisées
- 1998 : Blue Heelers (en), saison 5, épisode Smoke and Mirrors : Sophie Camilleri
- 1999 : Les Voisins (Neighbours), saison 1, 3 épisodes : Jemma Acton
- 2000 : Blue Heelers (en), saison 7, épisode Unfinished Business : Sasha McLeod
- 2001 : Nos vies secrètes (The Secret Life of Us), pilote et saison 1 : Samantha « Sam » Conrad (rôle récurrent)
- 2001-2002 : Crash Palace (en) : Miranda Watts (rôle récurrent)
- 2002 : Ponderosa, saison 1, épisode Blind Faith : Judith
- 2003 : All Saints (en), saison 6, 4 épisodes : Harriet Stapleton
- 2006 : Blade : Chase (rôle récurrent)
- 2010 : Wilfred (en), saison 2, épisode Ice Dog Cometh : Annika
- 2013 : Mr & Mrs Murder, épisode The Next Best Man : Elena Scaletta
- 2014 : Winners & Losers, saison 4, épisode No Woman Is an Island : Ava Murdoch
- 2018 : The Next Step : Le Studio, saison 6, épisode Sweet and Salty : une danseuse
- 2018 : Nowhere Boys, saison 4, épisode Battle for Negative Space: Mistaken Id-entity : Diane

#### Autres
- 2001 : Sparky D Comes to Town (court métrage télévisé) de Maciek Wszelaki : Amy
- 2014 : Isabelle Dances Into the Spotlight (vidéofilm/téléfilm) de Vince Marcello : une danseuse de ballet lors de l'audition